# Josep Maria Jujol
Josep Maria Jujol y Gibert (Tarragona, 16 de septiembre de 1879 - Barcelona, 1 de mayo de 1949) fue un arquitecto modernista español.
Estrecho colaborador de Antoni Gaudí, fue creador de una obra arquitectónica con un marcado carácter personal. Son características de su producción una gran sensibilidad por las formas de la naturaleza, el interés por el detalle artesanal y la reutilización creativa de materiales viejos o de desecho, que lleva a su máxima expresión con una técnica a la que se le ha denominado trencadís. Su obra expresa su afecto por el paisaje rural del Campo de Tarragona y su profunda religiosidad.

## Biografía
Nació en 1879 en Tarragona. Colaboró con los arquitectos Antoni Maria Gallissà (1901-1902), Josep Font i Gumà (1902-1904) y Antoni Gaudí (1852-1926), con quien puede decirse que más que un discípulo llegó a ser su colaborador personal y de confianza (compartieron incluso vivienda en las obras de la Sagrada Familia). El año 1906 obtiene el título de arquitecto. Participa en la fachada, decoración y mobiliario de la Casa Batlló, al inicio de su carrera como arquitecto, y finalmente será quien se haga cargo de las obras de la Casa Milà, ambas en el paseo de Gracia barcelonés. En 1909 es nombrado profesor auxiliar interino en la Escuela de Arquitectura de Barcelona, y profesor numerario en 1913. En 1924 es profesor de la Escuela del Trabajo. En octubre de 1926 es nombrado, por concurso, arquitecto municipal auxiliar de San Juan Despí (Barcelona), actividad que desarrollará al lado de Gabriel Borrell que era el titular. En 1927 se casa con Teresa Gibert, y tras un viaje de luna de miel a Roma se instala en Barcelona. Participa en la remodelación de Montjuic (Fuente y Palacio del Vestido, ambas de gran eco en la ciudad). Durante la Guerra Civil (1936-39) se refugia en Sant Joan Despí, donde protegerá personalmente a algunos perseguidos como el sacerdote Pedro Simó. Tras la guerra pasa por graves problemas económicos, si bien continuó dando clases en la Escuela de Barcelona (a arquitectos como Coderch o Bohigas). Murió en Barcelona el 1 de mayo de 1949.
Hombre muy religioso, pero de carácter íntimo, afable y muy sencillo. Sus contribuciones al arte, además de las arquitectónicas (viviendas, iglesias, etc) se centran en la pintura y en el diseño. En la pintura, por ejemplo, puede considerarse el primer artista abstracto (ver las pinturas en las sillerías góticas de la Catedral de Palma de Mallorca, hacia 1910, arrojando pintura desde cierta distancia bajo la agradablemente sorprendida mirada del maestro Gaudí).

## Principales obras

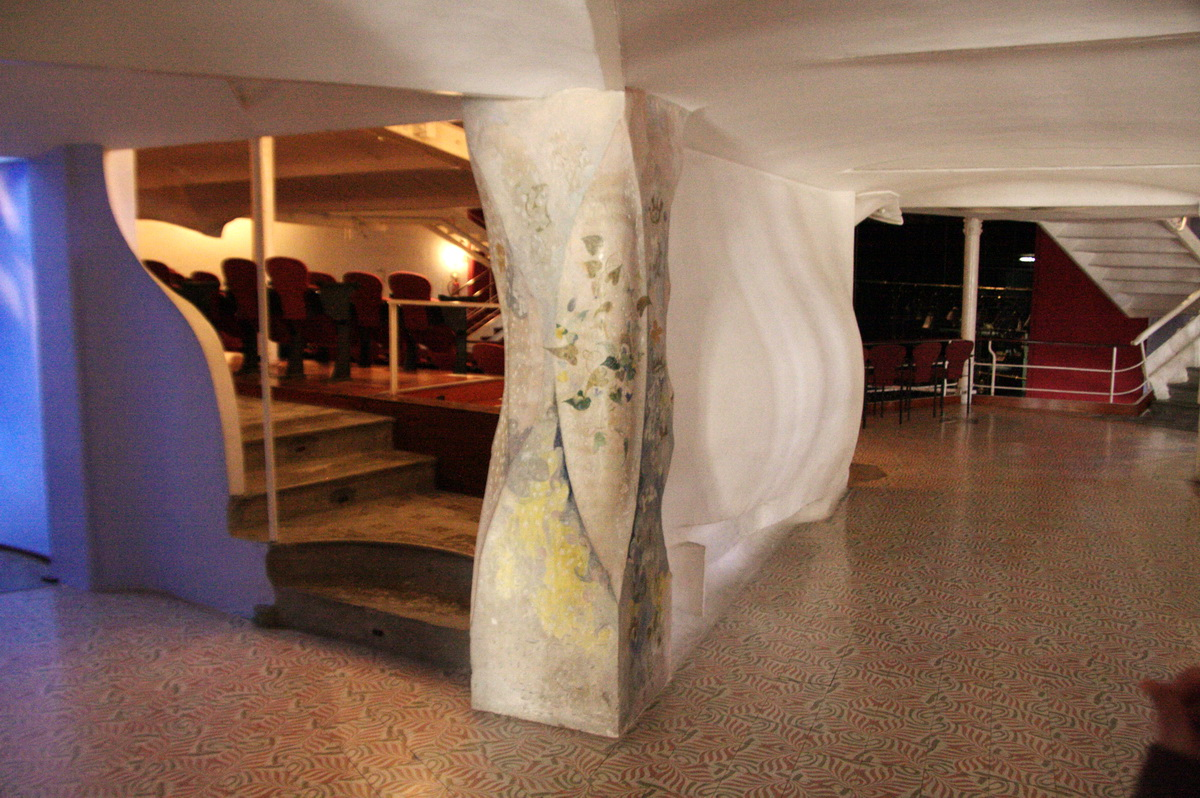
Teatre Metropol de Tarragona

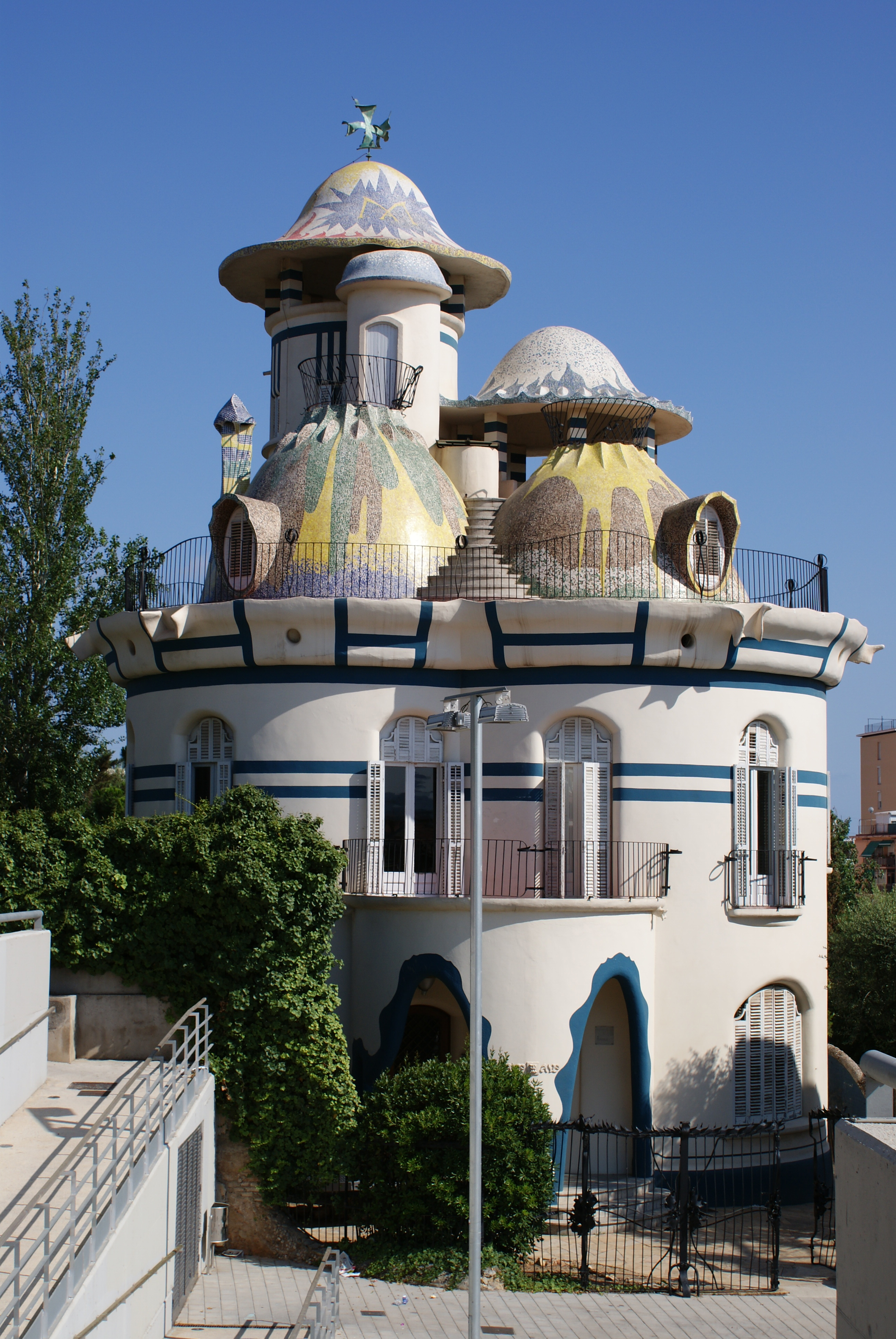
Torre de la Creu, conocida como “Casa dels Ous” (San Juan Despí).

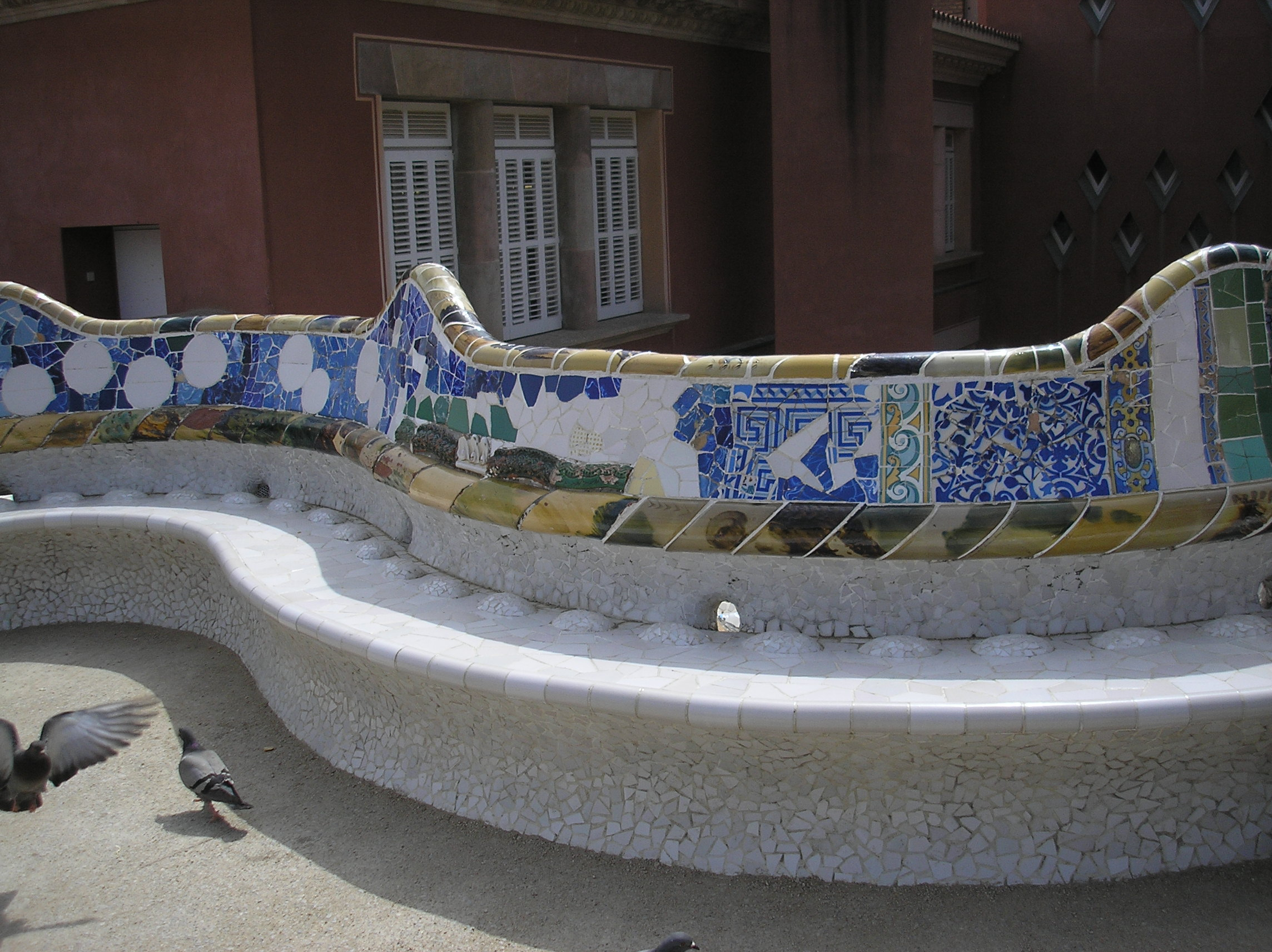
Banco de trencadís del Parque Güell.

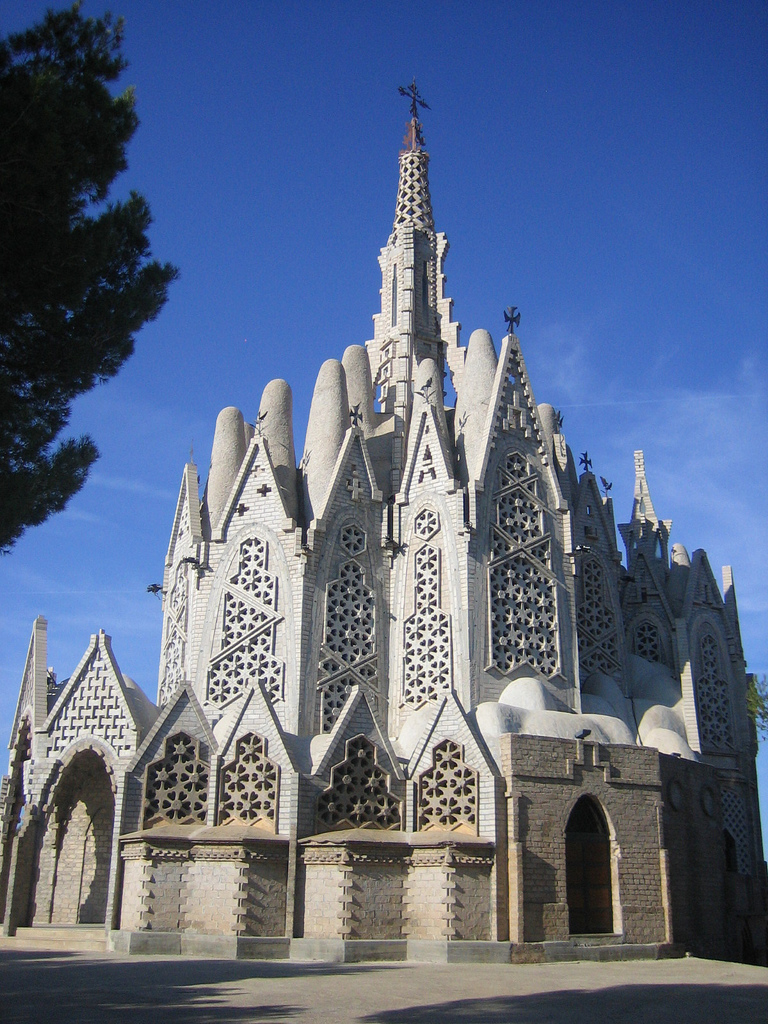
Santuario de Nuestra Señora de Montserrat (Montferri).

- Reforma del Palacio Savassona como sede Ateneo de Barcelona. 1904.
- Casa Batlló (colaboración con Gaudí). Barcelona, 1906.
- Casa Milà (la Pedrera) (colaboración con Gaudí). Barcelona, 1908.
- Teatro del Patronato Obrero (teatro hoy denominado Metropol, dentro de un patio). Tarragona, 1908. Restaurado por el arquitecto J Llinás.
- Finca Sansalvador. Barcelona, 1909-1915.
- Restauración de la Catedral de Mallorca, reformas, mobiliario y decoraciones en colaboración con Gaudí. 1910.
- Talleres y Comercio (en la céntrica calle de Fernando) Casa Mañach. Barcelona, 1911. Hoy inexistente.
- Parque Güell (colaboración con Gaudí). Barcelona, 1911-1913. Restaurado por el arquitecto E Torres.
- Torre de la Creu. San Juan Despí (Bajo Llobregat), 1913-1916. Muy retocada.
- Cases barates, Peris Mencheta, Horta (Barcelona), 1916.
- Casa Ximenis. Tarragona, 1914.
- Reforma Casa Bofarull. (Pallaresos) (Tarragonés), 1914-1931.
- Reforma Can Negre. San Juan Despí (Bajo Llobregat), 1915-1926. Muy retocada.
- Reforma del campanario de la Iglesia de San Jaime. Creixell Tarragonés, 1917.
- Iglesia del Sagrado Corazón, Vistabella, La Secuita (Tarragonés), 1918-1924.
- Torre Serra-Xaus. San Juan Despí (Bajo Llobregat), 1921-1927.
- Casa Planells. Barcelona, 1923-24. Edificio de carácter modernista y racionalista a la vez.
- Santuario de la Virgen de Montserrat (obra inacabada, reinterpretada y finalizada póstumamente). Montferri (Alto Campo),1926-1935.
- Can Camprubí (Torre de las Rosas). Cornellá de Llobregat (Bajo Llobregat), 1928.
- Fuente de la Plaza de España. Barcelona, 1929.
- Torre Jujol o Casa propia de verano. San Juan Despí (Bajo Llobregat), 1932.
- Reformas y mobiliario en el Colegio de las Carmelitas. Tarragona, 1939. Hoy inexistente.
- Reformas y altar principal de la Iglesia de Guimerá. Lérida (Lérida), 1940.
- Baptisterio de la Iglesia de Bonastre. Tarragona, 1941.
- Capilla del Mas Carreras en Roda de Bará (Roda de Berà). Tarragona, 1944.
- Reformas y altar principal de Cal Amparo (Casa Amparo) de Villanueva y Geltrú. Barcelona, 1947.

## Curiosidades
Gaudí, al ser él y su equipo finalmente expulsado de las obras de la Catedral de Palma de Mallorca, por los escandalizados clérigos de la Seu (quienes se quejaban permanentemente del "ataque" de Jujol a las carpinterías góticas, como paradigma de la actuación de Gaudí-Jujol en la/su Catedral) comentó: "en casa tengo dos gatos, uno, Sugranyes, que trabaja donde DEBE trabajar, y el otro, Jujol, donde precisamente NO debe, ¿y yo... qué puedo hacer?" (Nota: en Catalán el original).
El actor, director y productor estadounidense John Malkovich es un gran seguidor de su obra y declaró que fue un sueño poder actuar en el Teatro Metropol de Tarragona donde ofreció dos representaciones de su obra teatral 'The Infernal Comedy'.